# برشانة (المرية)
بُرْشَانَة أو برشنة (بالإسبانية: Purchena)‏، هي إحدى بلديات مقاطعة المرية إحدى مقاطعات إسبانيا، و التي تقع في منطقة الأندلس جنوب شرق إسبانيا. يبلغ عدد سكانها 1.654 نسمة.
تشتهر البلدة بأوقات الاحتفال العربية التي تأخذ الطابع المغربي, والاستماع إلى الموسيقى العربية وطهي المأكولات العربية ولبس اللبس العربي التقليدي المغربي الأندلسي. وكانت تشتهر بمجموعة من الألعاب تسمى بالألعاب الإسلامية لابن أمية سنة 1569, وهو ملك عربي من ملوك الأندلس. تشبه الألعاب الأولمبية حالياً.

## وصلات خارجية
- نسخة محفوظة 29 أغسطس 2006 at Archive.is (بالإسبانية)